# Héctor Rebaque
Héctor Alonso Rebaque (Ciudad de México, 5 de febrero de 1956) es un expiloto mexicano de automovilismo. Participó en 58 Grandes Premios de Fórmula 1, debutando el 5 de junio de 1977. Consiguió un total de 13 puntos en la categoría. En 1982 corrió en la serie CART, donde logró una victoria.

## Carrera

### Inicios
Rebaque iniciaría su carrera con el equipo John Buffum en las 24 Horas de Daytona de 1973. El siguiente año participaría en los 1000 Kilómetros de Brands Hatch, esta vez con el equipo Ecurie Ecosse. Ese mismo año participaría en los 1000 kilómetros de Zeltweg, pero esta vez participaría con su propio equipo, llamado Rebaque-Rojas Racing, con ese equipo participaría en las 24 horas de Le Mans de 1974. Rebaque participaría ese mismo año en los 1000 Kilómetros de México de 1974, donde sorpresivamente, con su equipo Hector Rebaque Sr., lograría conseguir la victoria de la carrera con sus compañeros de equipo Guillermo Rojas y Freddy van Beuren IV. Antes de finalizar el año, participaría en la Formula Atlántica Británica de 1974, donde con el equipo Fred Opert Racing, quedaría en el puesto catorce del campeonato con 2 carreras disputadas en las que conseguiría 3 puntos.

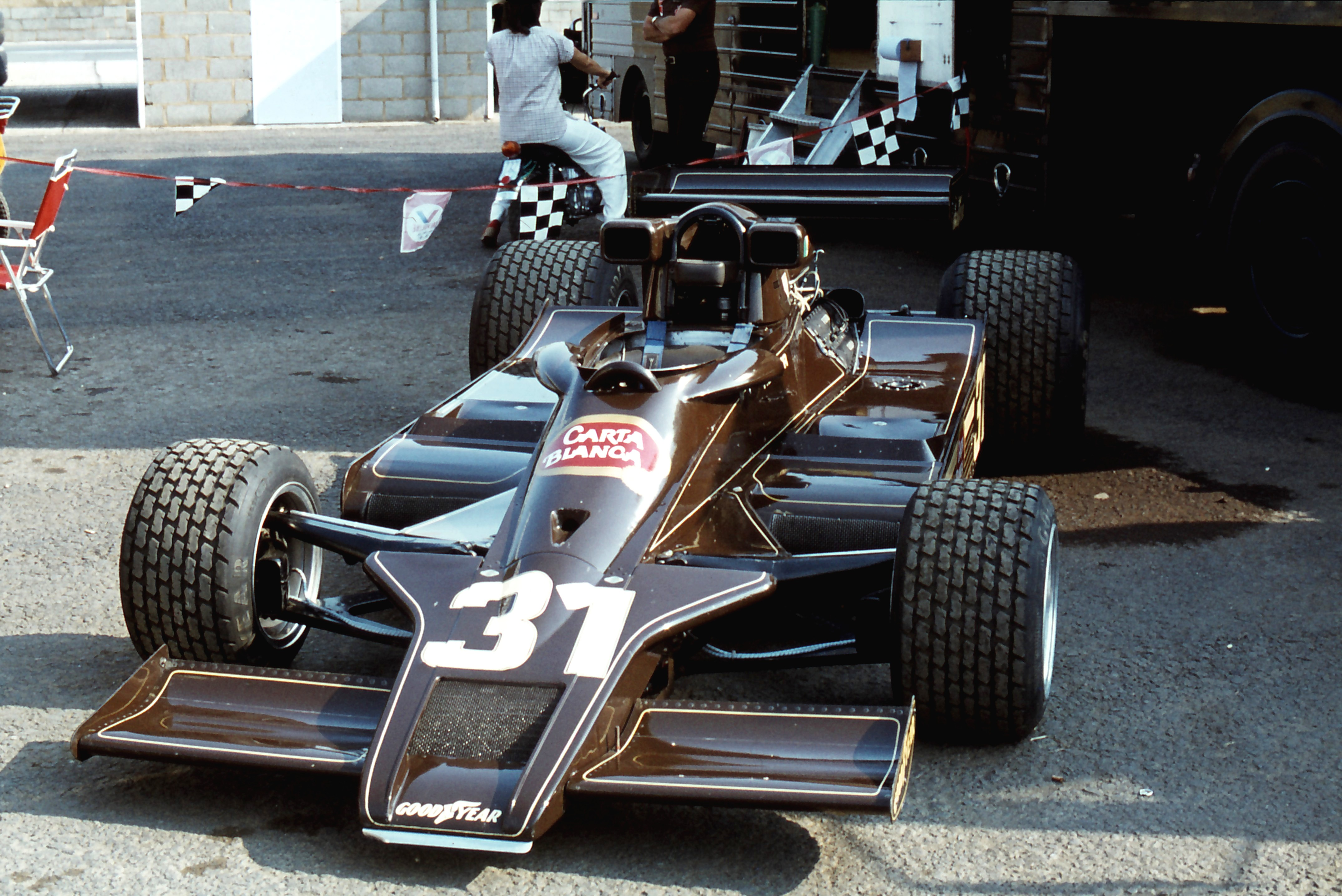
Lotus 78 de Rebaque en el GP de Gran Bretaña de 1979.

### Fórmula 1

#### Hesketh Racing (1977)

##### 1977
Rebaque debutó en Fórmula 1 en la temporada 1977 con la escudería Hesketh Racing en el Gran Premio de Bélgica, donde no pudo calificar. Ese año competiría en cinco grandes premios, consiguiendo calificar en el Gran Premio de Alemania, en el que tuvo que retirarse en la vuelta 20 por problemas con el motor.

#### Team Rebaque (1978 - 1979)

##### 1978
En 1978, Rebaque abandonó Hesketh y, junto con su padre, fundó su propio equipo de Fórmula 1, el Team Rebaque, para competir en los campeonatos del mundo de 1978 y de 1979, sin grandes resultados. Corrió con autos del Team Lotus adquiridos a Colin Chapman, el Lotus 78 y el Lotus 79 campeón del mundo.

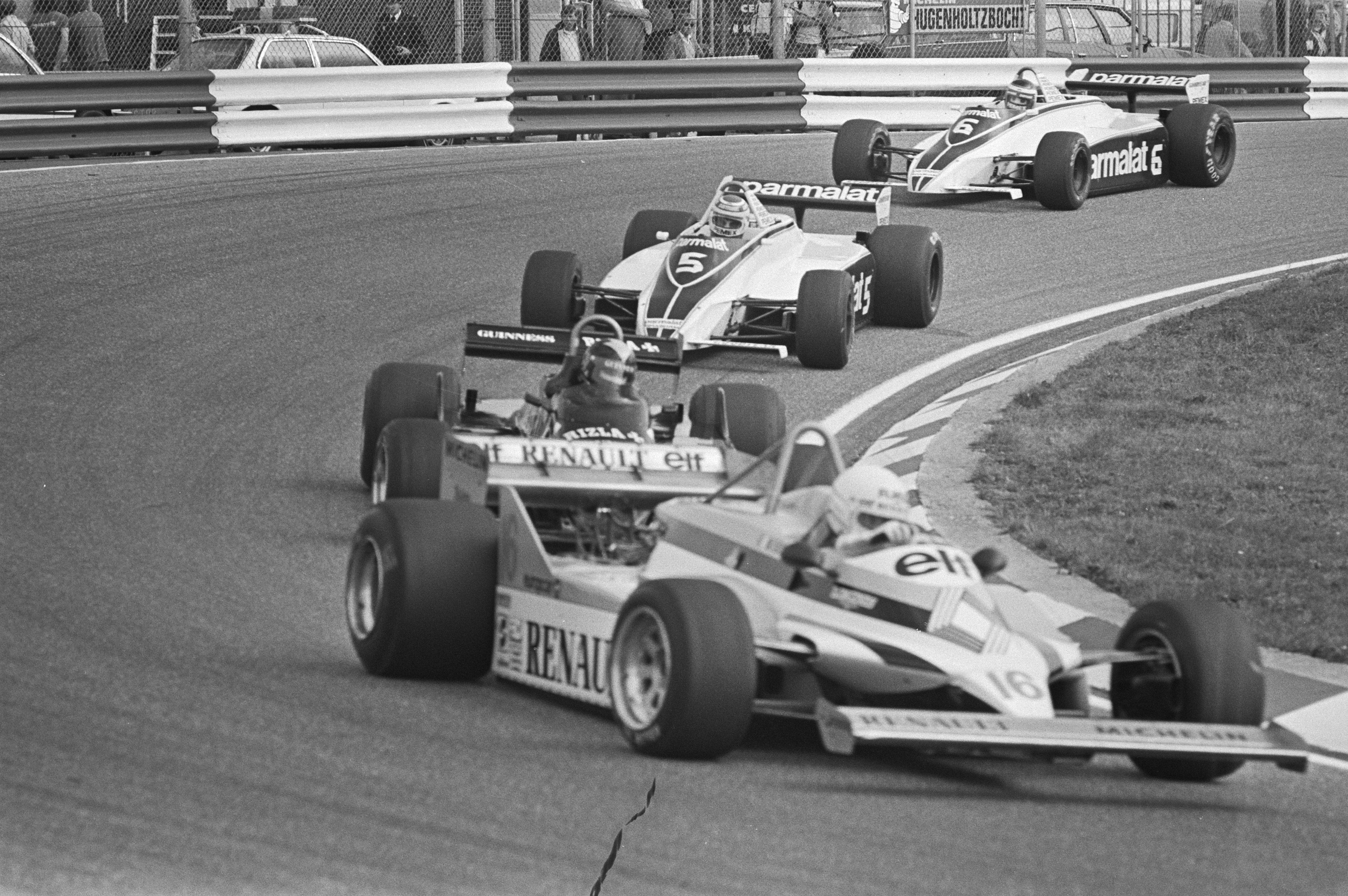
Rebaque No. 6 en el Gran Premio de los Países Bajos de 1981.

Su mejor resultado con su equipo privado fue lograr el sexto lugar en el Gran Premio de Alemania de 1978, donde remontó doce lugares y arrebató la última posición de puntos a John Watson del equipo Brabham-Alfa Romeo con poco más de un segundo. En dicha carrera,  Gilles Villeneuve, de Ferrari, tuvo que conformarse con el octavo puesto, a 17 segundos del mexicano.

##### 1979
Durante las tres últimas carreras de 1979 utilizó su propio coche, diseñado por John Barnard, al que llamó Rebaque HR100.

#### Brabham (1980 - 1981, 1983)

##### 1980
A mediados de la temporada 1980, Rebaque recibió una llamada de Bernie Ecclestone para sustituir a Ricardo Zunino como compañero de equipo de Nelson Piquet en Brabham

##### 1981
Permaneció hasta el final de la temporada 1981 completa, logrando sus mejores resultados en F1, tres cuartos puestos, y finalizó en décima posición en el campeonato.

##### 1982
En la temporada 1982, Rebaque cedió su lugar a Ricardo Patrese, por presiones del principal patrocinador de Brabham, el emporio italiano de lácteos Parmalat, mientras que Rebaque era patrocinado por PEMEX.

##### 1983
Para la temporada 1983, Rebaque participó en la Carrera de Campeones de Brands Hatch, una carrera no puntuable, con un Brabham BMW-BT52 turbo. Se retiró de las pistas definitivamente unos días después, siendo probablemente el último gran amateur de la Fórmula 1.

### CART

#### Forsythe Racing (1982)

##### 1982
Tras su retiro de Fórmula 1, Rebaque corrió en la serie CART en la temporada 1982, para el equipo Forsythe Racing de Gerald Forsythe, incluyendo las 500 millas de Indianápolis de ese año, donde finalizó en la 13.ª posición, después de un incendio en los boxes en la vuelta 151. Ganó su última carrera en CART, que fue la primera disputada en el circuito de Road America en 1982, donde venció a Al Unser, rebasándolo en la última vuelta. Bobby Rahal quedó en tercer puesto para cerrar el podio.

## Casco
El casco de Rebaque era negro con un diseño en verde, blanco y rojo que rodea el área de la visera. Los colores utilizados son los colores de la bandera de México.

## Negocios
Después de su retiro de las pistas Héctor Alonso Rebaque se dedicó a los negocios relacionados con la arquitectura y la hotelería.

## Resultados

### Fórmula 1
(Clave) (negrita indica pole position) (cursiva indica vuelta rápida)

| Año     | Escudería            | 1       | 2       | 3       | 4        | 5        | 6        | 7       | 8       | 9       | 10      | 11      | 12      | 13      | 14      | 15      | 16      | 17  | Pos. | Puntos |
| ------- | -------------------- | ------- | ------- | ------- | -------- | -------- | -------- | ------- | ------- | ------- | ------- | ------- | ------- | ------- | ------- | ------- | ------- | --- | ---- | ------ |
| 1977    | Hesketh Racing       | ARG     | BRA     | RSA     | USE      | ESP      | MON      | BEL DNQ | SWE DNQ | FRA DNQ | GBR     | GER Ret | AUT DNQ | NED DNQ | ITA     | USA     | CAN     | JPN | NC   | 0      |
| 1978    | Team Rebaque         | ARG DNQ | BRA Ret | RSA 10  | USE DNPQ | MON DNPQ | BEL DNPQ | ESP Ret | SWE 12  | FRA DNQ | GBR Ret | GER 6   | AUT Ret | NED 11  | ITA DNQ | USA Ret | CAN DNQ |     | 19.º | 1      |
| 1979    | Team Rebaque         | ARG Ret | BRA DNQ | RSA Ret | USE Ret  | ESP Ret  | BEL Ret  | MON     | FRA 12  | GBR 9   | GER Ret | AUT DNQ | NED 7   | ITA DNQ | CAN Ret | USA DNQ |         |     | NC   | 0      |
| 1980    | Parmalat Racing Team | ARG     | BRA     | RSA     | USE      | BEL      | MON      | FRA     | GBR 7   | GER Ret | AUT 10  | NED Ret | ITA Ret | CAN 6   | USA Ret |         |         |     | 20.º | 1      |
| 1981    | Parmalat Racing Team | USE Ret | BRA Ret | ARG Ret | SMR 4    | BEL Ret  | MON DNQ  | ESP Ret | FRA 9   | GBR 5   | GER 4   | AUT Ret | NED 4   | ITA Ret | CAN Ret | LVG Ret |         |     | 10.º | 11     |
| Fuente: |                      |         |         |         |          |          |          |         |         |         |         |         |         |         |         |         |         |     |      |        |

### CART
| Año  | Equipo          | 1   | 2       | 3       | 4       | 5       | 6   | 7   | 8       | 9     | 10   | 11   | Lugar | Puntos |
| ---- | --------------- | --- | ------- | ------- | ------- | ------- | --- | --- | ------- | ----- | ---- | ---- | ----- | ------ |
| 1982 | Forsythe Racing | PHX | ATL Ret | MIL DNS | CLE Ret | MIS Ret | MIL | POC | RIV Ret | ROA 1 | MIS2 | PHX2 | 15.º  | 48     |

### 24 Horas de Le Mans
| Año  | Equipo                    | Coequiperos                       | Automóvil               | Neum. | Clase | Vueltas | Pos. | Class Pos. |
| ---- | ------------------------- | --------------------------------- | ----------------------- | ----- | ----- | ------- | ---- | ---------- |
| 1974 | Rebaque-Rojas Racing Team | Freddy van Beuren Memo Rojas, Sr. | Porsche 911 Carrera RSR | G     | S 3.0 | 60      | Ret  | Ret        |